# Universität Udine
Die Universität Udine (friaulisch: Universitât dal Friûl; italienisch: Università degli Studi di Udine; lat.: Universitas Studiorum Utinensis) ist eine staatliche italienische Universität in der Stadt Udine im Friaul. 
Die Universität Udine wurde 1978 in Zusammenhang mit der Arbeitsgemeinschaft Alpen-Adria und mit Rücksicht auf Autonomiewünsche in der Region als zweisprachige Hochschule gegründet. Heute wird sie von knapp 15.000 Studierenden besucht.    

## Fakultäten
Es gibt 10 Fakultäten: 
- Fakultät Agrarwissenschaften
- Fakultät Wirtschaftswissenschaften
- Fakultät Rechtswissenschaften
- Fakultät Ingenieurwissenschaften
- Fakultät Literatur und Philosophie
- Fakultät Sprachen
- Fakultät Bildungswissenschaften
- Fakultät Medizin
- Fakultät Mathematik, Physik und Naturwissenschaften
- Fakultät Veterinärmedizinen

Zur Förderung besonders begabter Studenten gründete die Universität 2004 eine Scuola superiore.
Rektor der Universität Udine ist seit 2019 Roberto Pinton.